# Tankréd galileai herceg
Tankréd galileai herceg (olaszul: Tancredi d’Altavilla, franciául: Tancrède de Hauteville, az arabok közt Dankarí; Itália, 1076 – Antiokheia, 1112. december 12.) itáliai normann nemes, keresztes lovag, 1099–1101 és 1109–1112 között Galilea és Tibériás hercege.
Galileai hercegként a jeruzsálemi király egyik legjelentősebb hűbérese lett. Az antiókhiai területek fölötti régensséget kétszer is megszerezte: ezalatt egyetlen célja volt a fejedelemséget megszilárdítani, területeit növelni. Ennek érdekében nemegyszer szembekerült a többi keresztes uralkodóval és hűbérurával is. Kitűnő stratégaként képes volt szövetségre lépni a muszlim uralkodókkal is céljai megvalósításáért, amivel azonban kivívta kortársai rosszallását és ellenszenvét. Hadjáratai eredményeként megerősödött az antiókhiai állam, létfontosságú városokat és kikötőket hódított meg az ország számára.

## Élete

### Származása és családja
Tancredi d’Altavilla, avagy franciául Tancrède de Hauteville 1076-ban, más források szerint 1072-ben jött világra Odó tabariai őrgróf és Emma de Hauteville gyermekeként. A családnak volt még egy másik fiúgyermeke is, Guillaume de Hauteville. Édesapjuk származása, uralkodói címe bizonytalan, minthogy a történelemben az „Oddone di Bonmarchis”, azaz „jó őrgróf Odó” néven maradt fenn. Édesanyjuk előkelő franciaországi nemesi család leánya volt, s ily módon Tancrède de Hauteville rokonságban állt nemcsak a frank főnemesség jelentős részével, de több itáliai uralkodócsaláddal is. Anyai nagyanyja, Alberada di Buonalbergo révén elsőfokú unokaöccse volt Bohemund tarantói hercegnek.

### Az első keresztes hadjárat
1096-ban, az első keresztes hadjárat meghirdetése után Tancrède de Hauteville csatlakozott a Szentföldre tartó seregekhez. Az itáliai normannok korábban vezettek már hadjáratot e területre I. Alexiosz bizánci császár ellen; s mikor a pápa felszólította őket a hadba vonulásra, a normannok özönlöttek a kereszt alá. A keresztes hadjárat nagy visszhangot keltett a normannok körében, ennek okát pedig a történelmi múlt jelentette, ami „azt sugallta, hogy őket ezúttal is zsákmányszerző szándék hajtotta.” A normannok vezetője Bohemund tarantói herceg lett, aki egyébként a legnagyobb támogatója volt a keresztes háborúnak népe körében. Mind Tancrède de Hauteville, mind nagybátyja „vakmerő, kalandszerető természetet örököltek őseiktől, valamint olthatatlan vágyat arra, hogy saját birodalmuk királyai legyenek.” A normannok 1096. októberben hagyták el az itáliai partokat, ahonnan az albán partokhoz hajóztak, s itt kötöttek ki a durazzói partszakaszon. Innen gyalogosan vonultak Szalonikin át a keresztes seregek előzetesen megbeszélt találkozási pontja, Konstantinápoly felé. 1097. április 1-jén a sereg tábort vert Russza mellett: a tarantói herceg a bizánci fővárosba sietett tárgyalni a többi keresztes vezetővel és a császárral, míg emberei irányítását unokaöccsére bízta. Minthogy a tarantói herceg a keresztes hadjárat legfőbb parancsnoki posztjára áhítozott, hűségesküt tett a bizánci uralkodónak annak reményében, hogy így megnyerheti annak pártfogását. Április 26-án a herceg a császári palotába rendelte seregét; Tancrède de Hauteville azonban nem akart hűségesküt tenni a császárnak, ezért az éjszaka leple alatt kiosont a városból.

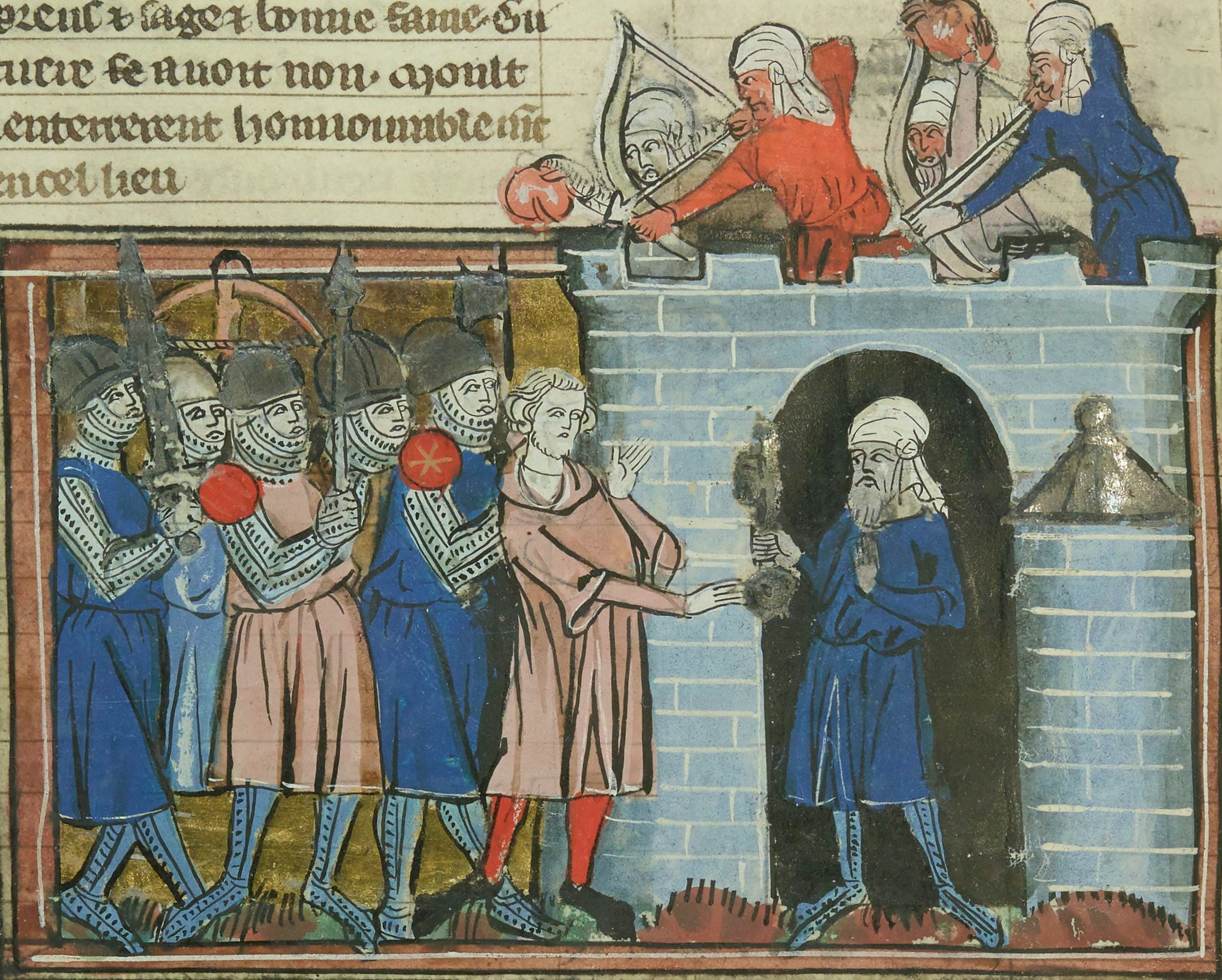
Tancrède de Hauteville a tarszoszi várat ostromolja

Április havának közepén a Tancrède de Hauteville vezette sereg – a tarantói herceg még mindig a bizánci udvarban tárgyalt – továbbvonult a főváros falai alól, és csatlakozott a Pelekanon mellett várakozó Bouillon Gottfried alsó-lotaringiai herceg vezette csapatokhoz. A hónap végén, IV. Rajmund toulouse-i gróf megérkezése után az egyesült keresztes seregek megindultak a szeldzsuk főváros, Nikaia ostromára. Május 6-án értek a főváros falai alá; itt Tancrède de Hauteville a keleti fal előtt vert tábort. Június 19-én, közel két hónapon át tartó kemény ostrom gyümölcseként a keresztes seregek bevették a szeldzsuk fővárost, amelyet aztán egy előzetes megállapodásnak megfelelően átengedtek I. Alexiosz császárnak. A császár a hadizsákmányból bőkezű jutalmat adott a keresztes nagyuraknak; azonban továbbra is elvárta, hogy azok esküt tegyenek neki. Tancrède de Hauteville „kijelentette, hacsak nem adja neki a császár a saját nagy sátrát színültig megtöltve arannyal, …ő ugyan semmiféle esküt le nem tesz. Mikor a császár sógora, Palaiologosz György tiltakozott eme arcátlanság ellen, Tankréd durván nekiesett, és bántalmazni kezdte. A császár maga avatkozott közbe, Bohemund pedig alaposan megfeddte unokaöccsét. Tankréd végül kelletlenül bár, de behódolt.” Dorülaion közelében július 1-jén török csapatok támadták meg őket, azonban nehézlovasságukra támaszkodva a keresztesek megfutamították ellenségeiket. A véres ütközetben vesztette életét Tancrède de Hauteville fiútestvére, Guillaume de Hauteville. A sereg tovább menetelt az anatóliai sivatagon át. Az út viszontagságos volt a nyár közepén: „kietlen, víz nélküli és lakatlan vidék, ahonnan csak nehezen tudtunk kievickélni és elevenen kimenekülni, mivel rendkívül sokat szenvedtünk az éhségtől és a szomjúságtól. Semmi ennivalót nem találtunk, hacsak tövises növényeket nem, amelyeket összegyűjtöttünk, és a kezünk között szétmorzsoltunk.” Nyár közepe után érkezett meg a legyengült csapat Hérakleia termékeny völgyébe. Szeptember 15. után Tancrède de Hauteville, és a nyomdokait követő Baudouin de Boulogne a főseregtől leszakadva nyugatra menetelt, a Taurusz-hegység láncain és a Kilikiai-kapun át Tarszosz városa felé, majd onnan felkanyarodva Mamisztrán át az örmény fővárosba. A fősereg ezzel szemben Kaiszareia irányából közelítette meg az örmény központot. Tancrède de Hauteville a helyi keresztény és örmény lakosság kérésére a török kézen levő Tarszosz erődje ellen vonult. A török védők egészen addig kitartottak, amíg fel nem tűnt a látóhatáron Baudouin de Boulogne serege. Az éjszaka alatt a török katonaság elmenekült, így másnap reggel Tancrède de Hauteville bevonulhatott a városba, a saját birtokának nyilvánítva azt. A később odaérő Baudouin de Boulogne viszont saját fennhatósága alá akarta venni a helyőrséget; a túlerővel szemben Tancrède de Hauteville kénytelen volt engedni.
A normann lovag folytatta útját, és megérkezett Adana városát is érintve október elején megérkezett Mamisztrába. A települést jöttének hírére elhagyták a szaracén védők; a keresztény lakosok örömmel üdvözölték a csapatot. Nem sokkal ezt követően megérkezett Baudouin de Boulogne is, akire Tancrède de Hauteville „okkal gyanakodott,” és nem engedte be a vár falai közé, hanem a folyó túlpartján jelölte ki táborhelyét. A normannok egy része – akik nem rokonszenveztek a frank lovaggal és sérelmezték a tarszoszi eseményeket – rávették vezetőjüket, hogy üssenek rajta Baudouin de Boulogne táborán. A frankok visszaverték a támadást; a két fél vezetője pedig megbékélt egymással. Hamarosan mindkét sereg elvonult: Baudouin de Boulogne az örmény fővárosba ment, Tancrède de Hauteville pedig a tarszosziak segítségével sikeresen ostromolta Alexandrettát. A városban helyőrséget hagyott hátra, maga pedig a Szíriai-szoroson keresztül Antiókhia felé vette az irányt, hogy csatlakozzék a keresztes fősereghez. 1097. október 20-án a keresztesek belefogtak Antiókhia megvívásába. Az ostrom nagyon elhúzódott, egyrészt a város remek védelmi rendszere miatt, másrészt a keresztes hadat éhínség tizedelte, egyhetedük éhen halt a város falai előtt. A hosszú szenvedések szökésre késztették a harcosokat; 1098. január elején Remete Péter is megpróbálta otthagyni a várost, de Tancrède de Hauteville a nyomába eredt, és erővel visszahurcolta. Az ezután elért kisebb sikereket – a város teljes blokád alá vonását – hamar ellensúlyozta a muszlim felmentő had jövetelének híre. A keresztesek végül Bohemund tarantói herceg kéme segítségével szerezték meg a várost 1098. június 3-án, nyolc hónapnyi kemény ostrom végeredményeként. A városban megtalálták a Szent Lándzsát, ami a harci morál fokozása révén nagyban hozzájárult ahhoz, hogy június 28-án a keresztesek visszaverjék a város falai alatt Kerboga moszuli kormányzó seregét. Antiókhia városa a tarantói herceg birtokába került, aki mint antiókhiai fejedelem uralkodott.

#### Jeruzsálem ostroma
1099. január 13-án a keresztes had IV. Rajmund toulouse-i gróf parancsnoksága alatt elindult Jeruzsálem alá. A hadjáratban az itáliai normann érdekek képviselőjeként, nagybátyja óhajának megfelelően Tancrède de Hauteville is részt vett. A normann lovag csak később, január 16-án csatlakozott a toulouse-i grófhoz Kafartab mellett. A legtöbb lovag elvetette Tancrède de Hauteville azon tervét, hogy egyenesen vonuljanak Jeruzsálembe, ehelyett a tengerparton való végigvonulást választották, ami óhatatlanul maga után vonta a tengerparti erődök sorozatos elfoglalását. Az egymást követő ostromok kimerítették a keresztes sereget, Tancrède de Hauteville jóslata – miszerint nem fogják bírni ezeket a megpróbáltatásokat – igazolódni látszott. A semmibe vett Tancrède de Hauteville panasszal fordult Bouillon Gottfriedhez a toulouse-i gróffal szemben, elindítva ezzel a keresztes vezetők közötti viszálykodást, ami jelentős mértékben visszavetette a hadjárat sikerét. Június 6-án az első ramlai csata megnyerése után Tancrède de Hauteville gyors kitérőt tett Betlehem felé, és elkergette a város körül állomásozó mozlimokat. Másnap visszatért a fősereghez, hogy végül majdnem fél évvel indulásukat követően, 1099. június 7-én megpillantsák Jeruzsálem falait.

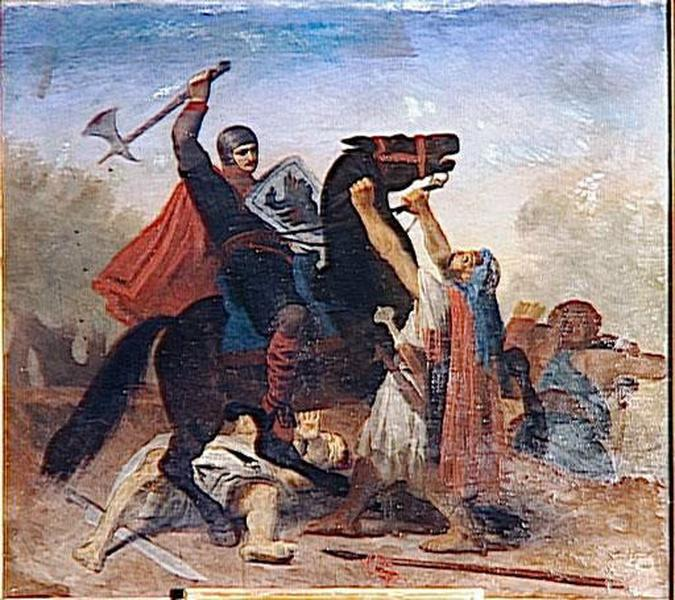
Tancrède de Hauteville a jeruzsálemi ostrom alatt 1099-ben

Tancrède de Hauteville a város északnyugati csücskét szállta meg, kiegészülve Bouillon Gottfried lotaringiai hadával. Az ostrom még aznap megkezdődött, csakhogy nyilvánvalóvá vált: ostromgépek nélkül lehetetlenség bevenni a várost. A tornyok építéséhez viszont jóformán semmi sem állt rendelkezésükre, egészen június 17-ig, amikor is szerszámokkal és élelemmel megrakodott keresztény hajók futottak be a kiürített Jaffa kikötőjébe. A gépezetekhez szükséges fáért Tancrède de Hauteville és II. Róbert flamand gróf elment egészen a Szamaria környéki erdőkig, ahonnan „rönkökkel megrakott tevékkel tértek vissza.” Időközben újabb ellenségeskedés ütötte fel fejét a parancsnokok között: mint a város felszabadítója, Tancrède de Hauteville magának követelte Betlehemet, a papság viszont a hely szentségére hivatkozva egyházi birtokba kívánta venni. A vitát végül felfüggesztették, minthogy elkészültek az ostromtornyok. Július 14-én hajnalban indult meg az összehangolt támadás a városfal ellen; Tancrède de Hauteville a lotaringiai különítmény mögött nyomult be a városba. Elfoglalta és kifosztotta a Sziklamecsetet; azoknak a muszlimoknak, akik megadták magukat, a váltságdíj reményében az al-Aksza-mecsetben biztosított menedéket saját zászlaja alatt. A keresztesek kis híján a város teljes lakosságát lemészárolták; nem kímélték a Tancrède de Hauteville által védelmezetteket sem.
Július 17-én a hálaadó ima után a fejedelmek és befolyásosabb lovagok, valamint az egyházfik tanácskozást tartottak arra vonatkozólag, hogy ki legyen Jeruzsálem ura és hogyan osszák el a város kincseit. A közös határozat alapján – hosszadalmas és heves viták lezárásaként – a jeruzsálemi uralkodó Bouillon Gottfried lett; ugyanakkor nem vette fel a királyi címet, magát csupán a „Szent Sír védelmezője” titulussal ruházta fel. Ugyanekkor Tancrède de Hauteville már Nabluszban tartózkodott III. Euszták boulogne-i gróf társaságában, a település ugyanis megadta magát a kereszteseknek, és a két lovagot rendelték ki annak átvételére. Augusztus 9-én az egyiptomi sereg közeledtének hírére Bouillon Gottfried kivonult Jeruzsálemből, majd felszólítására Tancrède de Hauteville Ramla mellett csatlakozott hozzá. Augusztus 11-én az al-madzsdali síkságon a keresztesek fölényes győzelmet arattak az egyiptomi nagyvezír felett; az ellenséges tábor belsejébe behatoló Tancrède de Hauteville gazdag zsákmányra tett szert.

### Magánélete; házassága
| „                                            | Rendkívül tevékeny és ügyes ember volt, nagy képességű diplomata és kiváló katona, s ahogy öregedett, egyre bölcsebb lett. Tankréd minden dicsősége dacára olyan ember volt, akiben nem bíztak meg, s akit nem szerettek. | ” |
| – Steven Runciman Tankréd galileai hercegről | |   |

Tancrède de Hauteville már életében elhíresült vakmerőségéről, bátorságáról és konokságáról. A korabeli leírások alapján mindenre elszánt ember volt, aki nemigen riadt vissza semmitől sem, ha céljai eléréséről volt szó. A keresztesek között egyrészt tekintélyt és csodálatot vívott ki magának bátorságával és merészségével, ezzel együtt viszont harcostársai nem szenvedhették erőszakosságát és gátlástalanságát. Cselekedeteinek híre meglehetősen megszépítve jutott el az európai udvarokba, ahol hamar legendák és a valóságalapot legtöbb esetben nélkülöző történetek szövődtek alakja köré. Feljebbvalóival – Bouillon Gottfrieddel és I. Balduin jeruzsálemi királlyal – változó viszonyt ápolt. Bouillon Gottfried engedelmesen teljesítette Tancrède de Hauteville legtöbb óhaját, mindig segítségére sietett, ezért kettejük között jó viszony alakult ki. I. Balduin jeruzsálemi király ugyanakkor éppoly magabiztos volt, mint Tancrède de Hauteville; a két uralkodó kapcsolatát végig feszültség, versengés, féltékenység és gyűlölködés jellemezte.
1106-ban I. Bohemund antiókhiai fejedelem a francia királyi udvarba utazott amiatt, hogy embereket toborozzon a keresztes államok számára. Francia kapcsolatai révén a fejedelem elérte, hogy áprilisban feleségül vehesse I. Fülöp francia király egyik leányát, Konstancia királyi hercegnőt. Ugyanekkor a francia uralkodó a fejedelem kérésére beleegyezett abba, hogy feleségül adja kisebbik leányát Tancrède de Hauteville-hez. Cecília francia királyi hercegnő a francia király és Bertrade de Montfort törvénytelen kapcsolatából származott. A királyleány az év végén indult el hajóval a Szentföldre; Tancrède de Hauteville és Cecília hercegnő esküvőjét az antiókhiai udvarban tartották. A házasságból nem született gyermek; viszont a francia királyi házzal való kapcsolatok jelentősen emelték a normann hercegek – azaz I. Bohemund antiókhiai fejedelem és Tancrède de Hauteville – tekintélyét.

## Uralkodása

### Galileai hercegként

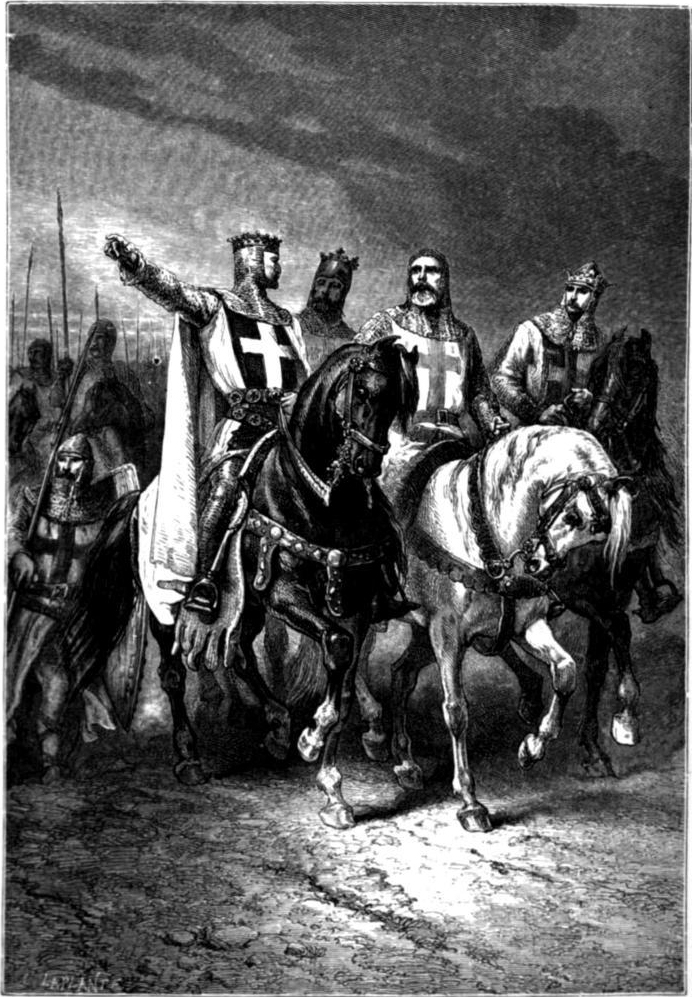
Az első keresztes hadjárat vezetői, közöttük Tankréd galileai herceg

Míg több keresztes lovag a cél elérése, azaz Jeruzsálem elfoglalása után elhagyta a Szentföldet, Tancrède de Hauteville „követőinek kicsiny seregével Palesztinában maradt.” Seregében huszonnégy lovag szolgált, természetesen gyalogos erőkkel és nem lovagokkal kiegészítve. Kihasználva a fátimidák és Dukák damaszkuszi emír versengését a térségért, a lovag csapata élén behatolt Galilea tartományába. a helyi muzulmán lakosság damaszkuszi területre menekült előle, a keresztények pedig örömmel fogadták. A normann nemes gondtalanul eljutott Tibériásba, melyet megerősített. Beiszan erődjének megszerzése után az ellenőrzése alá vonhatta a Jordán folyó és a Dzsezreel-síkság között húzódó átjárót. A galileai muszlimok elhagyták a vidéket; Tancrède de Hauteville pedig több rajtaütést szervezett a környező szaracén vidékek ellen. Ezek a portyák hatalmas zsákmányhoz juttatták, illetve megerősítették őt galileai birtokában.
1099 karácsonyán az addigi jeruzsálemi latin pátriárkát elmozdították pozíciójából, s helyére Daimbert pisai érseket nevezték ki. Az új egyházi vezető fensőbbségét nyomban elfogadta Bohemund tarantói herceg és antiókhiai fejedelem, mivel így semmibe vehette az antiókhiai pátriárka jogkörét és szembeszegülhetett a bizánci császárral. Nagybátyja példáját követve Tancrède de Hauteville is elfogadta a pátriárka beiktatását és fennhatóságát, amivel azt akarta kimutatni a világ felé, hogy az ő hűbérura nem a jeruzsálemi uralkodó, hanem a pátriárka. Ugyanekkor helyzete megerősödése lehetővé tette a normann lovagnak, hogy Tankréd galileai herceg néven felvegye a galileai hercegi címet, és önmagát egy félig önálló és független keresztes uralkodónak nyilvánítsa. A mindenkori galileai herceg a jeruzsálemi uralkodó hűbérese lett, akárcsak a többi keresztes állam vezetője. Az igazi erőviszonyokat figyelembe véve azonban ez a vazallusi viszony nem jelentett tényleges hűbéri függést; a Galileai Hercegség egyre inkább függetlenné vált, elsősorban Tankréd herceg erőszakos politikájának köszönhetően: „[Tankréd] valójában a saját elképzelései szerint alakította politikáját.”
1100 tavaszán a galileai csapatok a fejedelmük vezetésével végigpusztították a Kineret-tótól keletre fekvő Szuvat földjét, annak mozlim urát hűbéresként behódoltatták. A keresztesek távozása után a dzsauláni emír hűbéri esküjét megszegve Dukák damaszkuszi emírtől kért segítséget, mire Tankréd galileai herceg Bouillon Gottfried támogatásáért folyamodott. Május elején a jeruzsálemi és a galileai hadak együttesen jutottak el Dzsaulán szívébe, végigdúlva az áruló emír földjét. Visszafelé menet a damaszkusziak rajtaütöttek a hátvédként menetelő, zsákmánnyal megrakott galileai seregre. A galileai herceg majdhogynem életét vesztette, maga is alig tudott elmenekülni, míg embereinek jelentős hányadát megölték, a hadizsákmányt visszaszerezték. A jóval előrébb haladó jeruzsálemiek mit sem észleltek a támadásból, így nem tudtak a galileai herceg segítségére sietni. Tankréd herceg „égett a bosszúvágytól:” amint erősítést szerzett és katonái némileg kipihenték magukat Tibériásban, a herceg betört a damaszkuszi területre. A heves támadástól megrettent damaszkuszi uralkodó fegyverszünetet ajánlott. „Válaszul Tankréd hat lovag által azt üzente, hogy térjen át a keresztény hitre vagy hagyja el Damaszkuszt.” A keresztény fejedelem vakmerőségén felháborodott damaszkuszi uralkodó kivégeztette a követeket, mire Tankréd herceg ismét Bouillon Gottfriedhez fordult. Ezúttal jóval nagyobb pusztítást végeztek, mint előző hadjáratuk alkalmával: két hét alatt végigdúlták Dzsaulánt. Dukák damaszkuszi emír cserbenhagyta hűbéresét, a dzsauláni uralkodót, aki inkább újból letette hűbéri esküjét a tibériási hercegnek és rendszeres adófizetőjévé lett.
A galileai fővárosból Bouillon Gottfried a jaffai kikötőbe ment, ahová velencei gályák futottak be. Tárgyalásokat kezdett velük, de kialakuló betegsége miatt sietve átszállították Jeruzsálembe. A legyengült uralkodó egyik unokatestvérét, Warner de Gray frank nemest bízta meg helyettesítésével. E hírre a tibériási herceg délre utazott, hogy személyesen tárgyalhasson a velenceiekkel és Warner de Gray-jel. Egyetértettek egy akkoni és egy haifai hadjáratban; s a harcok előkészületeként a galileai seregeket a fővárosba rendelték. Warner de Gray, Daimbert jeruzsálemi pátriárka és Tankréd galileai herceg július 13-án keltek útra Jaffa felé, hogy az ott állomásozó velenceiekkel is kiegyezhessenek. Warner de Gray itt váratlanul megbetegedett, emiatt négy napnyi pihenő után visszavitték a fővárosba; a hadsereg ezalatt gyorsan nyomult előre észak felé. Július 18-án a fővárosban meghalt Bouillon Gottfried, s az utódlási kérdés miatt a pátriárka a hadjárat felfüggesztését sürgette. Tankréd herceg ellenben mindenáron meg akarta szerezni Haifát, ezért kiegyezett az egyházatyával abban, hogy ha Akkót nem is, de Haifát mindenképpen elfoglalják, és csak utána térnek vissza Jeruzsálembe. A velencei had által tengeren megtámogatott sereg ily módon letáborozott a Kármel-hegy oldalán, nem messze a haifai falaktól. A várost csak elkeseredett küzdelem és többszöri roham – a tibériási herceg egyszer visszavonult, mikor tudomására jutott, hogy a települést Bouillon Gottfried egy másik emberének ígérte – árán tudták bevenni 1100. július 25-én. Haifa eleste után a győztes sereg parancsnokai gyűlést tartottak, ahol is a galileai uralkodó fennhatósága alá rendelték a várost. A Galileai Hercegség területe ezáltal a Kineret-tó keleti részétől lenyúlt egészen a Földközi-tenger térségéig.
Warner de Gray, aki ellenségei elől a királyi palota egyik tornyában barikádozta el magát, a jeruzsálemi trónra az I. Balduin edesszai grófként regnáló Baudouin de Boulogne-t hívta meg. Daimbert pátriárka viszont egy teokratikus jeruzsálemi államot képzelt el, amivel szöges ellentétben álltak az edesszai gróf kormányzási módszerei. A pátriárka ezért úgy döntött, I. Bohemund antiókhiai fejedelmet teszi meg királyjelöltnek az edesszai uralkodóval szemben. A tibériási herceg a pátriárka oldalára állt: egyrészt „három éve, kilikiai kalandjuk óta gyűlölte” I. Balduin grófot, másrészt nagybátyja hatalomra jutásával személyes hasznot remélt. 1100. augusztusban, mielőtt benyújthatta volna a trónigényét, az antiókhiai fejedelem a melitenei csatában a danismend törökök foságába esett. I. Balduin edesszai grófnak tehát nem maradt politikai ellenfele, az uralkodó november 9-é bevonult a fővárosba és felvette a jeruzsálemi királyi címet. Tankréd herceg megszégyenülten visszavonult galileai birtokaira.
I. Balduin jeruzsálemi király nem állt kemény bosszút ellenfelein. Magához hívatta a tibériási herceget, de ő kétszer is megtagadta az engedelmeskedést, mígnem sikerült kiegyezniük egy személyes találkozóban az Auja folyó partján. A megbeszélt időpontban a galileai herceg mégsem jelent meg, helyette egy haifai találkozót kért. Mielőtt erre sor került volna, az antiókhiai frankok felvetették a javaslatot, hogy a fogságba esett I. Bohemund helyettesítésére legyen az unokaöccse a régens. A megoldást mindkét fél örömmel fogadta: a galileai hercegnek nagyobb mozgásteret biztosított, míg I. Balduin király örült, hogy „ilyen könnyen megszabadult a hűbéresétől, akiben nem is bízott, és akit nem is kedvelt.” 1101. márciusban a haifai egyeztetéseken a két uralkodó véglegesen is megállapodott a régensség kérdéséről. Tankréd galileai herceg március 9-én ideiglenesen lemondott uralkodói címéről és galileai hűbérbirtokáról az antiókhiai régensi cím fejében. A jeruzsálemi király egyik hű emberét, Hugues de Saint-Omer frank nemest nevezte ki galileai herceggé.

### Régensként

#### Antiókhia régense (1101–1103)

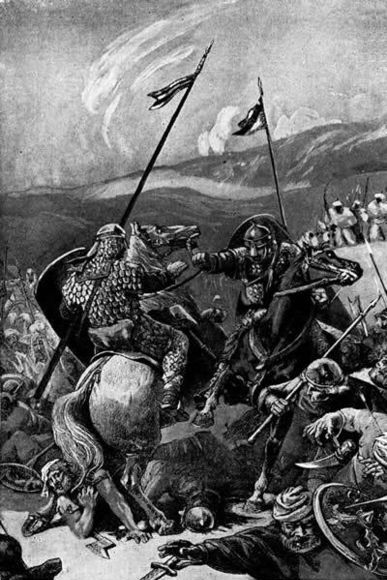
I. Bohemund antiókhiai és Tankréd galileai fejedelmek az első keresztes hadjárat egy csatájában

1101 márciusában Tankréd herceg azzal a kikötéssel mondott le galileai hercegi címéről, hogy amennyiben nagybátyja három éven belül visszatér és személyére nincs szükség többé Antiókhiában, visszakapja hercegségét. Mivel a királyi udvartól távol eső Antiókhia uraként a hercegnek sokkal nagyobb hatalma volt, mint tibériási hercegként, nem állt érdekében nagybátyja kiszabadítása. Ezzel együtt a jeruzsálemi udvar is hasznot húzott Tankréd herceg távollétéből, hiszen ezáltal egy veszélyes és kiszámíthatatlan, nagyra törő hűbérestől szabadultak meg. Sem a jeruzsálemi, sem az antiókhiai udvar nem kezdeményezett tárgyalásokat I. Bohemund fejedelem szabadon engedéséről.
Tankréd herceg nem vette fel az antiókhiai fejedelmi címet, s sosem áhítozott annak elnyerésére.[forrás?] Antiókhiában saját pénzt veretett ugyan, de a görög nyelven írt felirat szerint a császári ruhában, fején kefijával ábrázolt régens pusztán „Isten szolgája” volt. A régens a nagybátyja által megszabott politikai irányvonalat követte: a fejedelmi hatalom megerősítése mellett az egyház latinizálására és a szomszédos uralkodókat kihasználva a meggazdagodásra törekedett. 1101 nyarán csapatokat küldött a kilikiai Mamisztra, Adana és Tarszosz visszavételére. E településeket három évvel azelőtt foglalták el a bizánciak; most viszont nem bírtak az antiókhiai túlerővel szemben. Tervbe vette Latakia kikötőjének megszerzését is: ehhez titokban tárgyalt a genovaiakkal, valamint hadjáratot indított a város hátországának elfoglalására is. Dzsabala azonban még időben a damaszkuszi uralkodó védelme alá helyezte magát, így az antiókhiaiaknak vissza kellett vonulniuk. Latakia ekkor egyébként bizánci fennhatóság alatt állott, a várost IV. Rajmund toulouse-i gróf kormányozta. Kapóra jött az antiókhiai régensnek, hogy ősszel a második keresztes hadjárat vezetői a merszivani csatából való elmenekülése miatt elfogatták a grófot, és átadták Tankréd hercegnek. A régens börtönbe vetette őt, de a felháborodott pátriárka és a többi keresztes lovag kérésére bizonyos feltételek fejében szabadon engedte. Toulouse grófja esküjéhez híven kivonta katonáit és udvartartását Latakiából, így az ott állomásozó bizánci csapatok támogatás nélkül maradtak. 1102 kora tavaszán az antiókhiai sereg ostrom alá vette a várost; az erős falak a bizánci hadiflotta segítségével közel egy esztendőn át kitartott. 1103 első heteiben a genovaiakat az ügynek megnyerő Tankréd herceg végül elfoglalta a várost.
1101-ben a jeruzsálemi király által száműzött Daimbert pátriárka az antiókhiai udvarba menekült. A régens szívélyesen fogadta, a Szent György-templomot is átadta neki. Mikor a második ramlai csatában vereséget szenvedett I. Balduin király az antiókhiaiakhoz fordult segítségért, a régens csak a pátriárka visszaállítása ellenében nyújtott neki segítséget. Az eset – minthogy a jeruzsálemi király meghátrált akarata előtt – jelentősen növelte Tankréd herceg hírnevét a keresztesek körében. Ezzel együtt viszont felkeltette a király hívének és unokatestvérének, II. Balduin edesszai grófnak a rosszallását is. A gróf tartott a régens ambícióitól és hatalomvágyától, mivel azok őt és országát is fenyegették. A gróf az antiókhiai pátriárka segítségével tárgyalni kezdett a danismendi emírrel I. Bohemund fejedelem szabadon bocsátásáról. A fejedelmet 1103 tavaszán hatalmas, 110 000 bizánci arany váltságdíj fejében engedték el. Az összeget teljes egészében az edesszai gróf és a fejedelem rokonai teremtették elő; Tankréd herceg semmivel sem járult hozzá. I. Bohemund fejedelem rögvest országába ment, ahol visszakapta hatalmát. A fejedelem „nyilvánosan köszönetet mondott Tankrédnak, … de a magánéletben nagybácsi és unokaöcs között volt egy kis súrlódás, ugyanis Tankréd nem nagyon értette, hogy miért kellene átadnia Bohemundnak az időközben meghódított földeket is.” A közvélemény nyomása előtt meghajolva a herceg végül mindenről lemondott nagybátyja javára, aki egy kisebb birtokkal kárpótolta őt. Tankréd hercegnek ugyan jogában állt volna visszakövetelnie a jeruzsálemi királytól a galileai birtokát, de ő inkább mégis az antiókhiait választotta.

#### Edessza régense
Az 1104. május 7-ei harráni csatában a mardini–moszuli összevont uralkodói seregek megalázó vereséget mértek az ellenük szintén szövetségben kiállt edesszai–antiókhiai haderőre. I. Bohemund antiókhiai fejedelem és Tankréd herceg el tudott menekülni a csatatérről, II. Balduin edessszai gróf és hűséges vazallusa és egyben unokatestvére, Josselin de Courtenay viszont fogságba estek. Attól félvén, hogy a győztes mozlimok majd Edessza ellen vonulnak, az antiókhiai fejedelem és unokaöccse a városba siettek. Itt az érsek és a megmaradt lovagok Tankréd herceget kérték fel régensnek, aki eleget tett kívánságuknak. Nagybátyjának nem voltak kifogásai: „Bohemund, akárcsak négy évvel korábban I. Balduin, örömmel szabadult meg Tankrédról.” A herceg minden erejét a város rendbehozatalára és megerősítésére fordította. A harrani ütközet megnyeréséből származó előnyt a muszlimok nem tudták kihasználni, noha elfoglalták Sáhbaktán erődjét. A moszuli had ezután Edessza alá menetelt, de a város a megerősített falaknak és az örmény lakosság hősiességének köszönhetően ellenállt az első támadásnak. A régens az antiókhiai fejedelemtől kért segítséget, de a rossz útviszonyok közepette a felmentősereg csak lassan haladt előre. A kiúttalan helyzetben lévő Tankréd herceg éjjel kitört a városból embereivel, és lecsapott az alvó ellenségre. A kialakult csatát az antiókhiai sereg megérekzése döntötte el végérvényesen a keresztesek javára. Dzsekermis moszuli uralkodó kincseit és minden zsákmányát hátrahagyva menekült el.

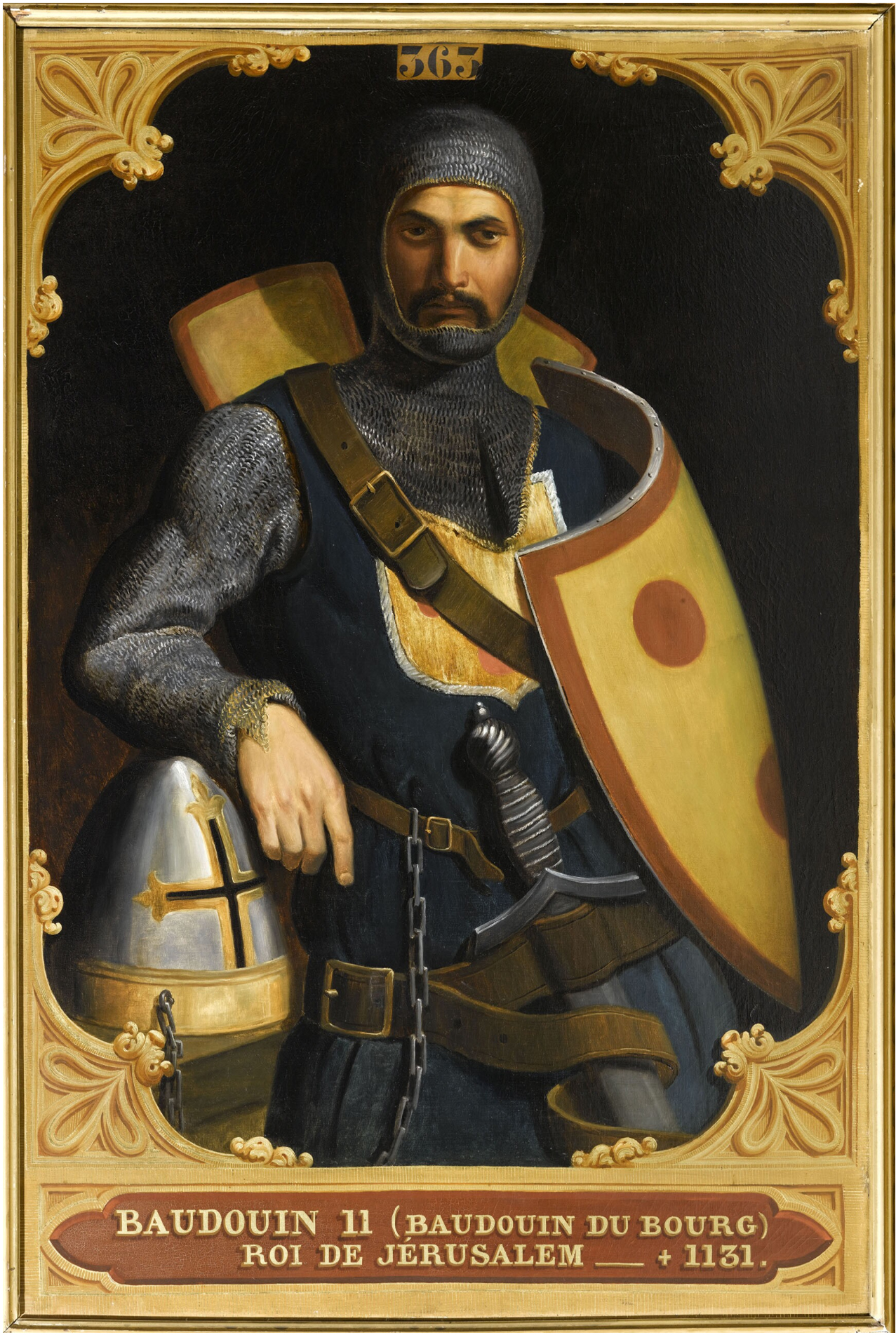
II. Balduin edesszai gróf, a galileai herceg egyik legnagyobb riválisa

A foglyul ejtettek között volt egy szeldzsuk hercegnő is, akiért Dzsekermis később 15 000 aranyat vagy II. Balduin edesszai grófot ajánlotta fel. Erről értesült a jeruzsálemi király is, és felszólította a régenst, hogy mindenféleképpen érje el a gróf szabadon engedését. A régens viszont kitérő választ adott a királynak, majd pedig elfogadta az aranyakat a hercegnőért cserébe.
1108 elején Josselin de Courtenay tárgyalásai sikerre vezettek: a moszuli emír hatvanezer dénár fejében hajlandó volt elengedni II. Balduin edesszai grófot. Az összeg felét Josselin de Courtenay fizette ki, a másik felét Tankréd hercegnek mint edesszai régensnek kellett volna. Tankréd herceg ugyan beleegyezett abba, hogy előteremti a harmincezer aranyat, Edessza városát ellenben csak hűségeskü fejében volt hajlandó visszaadni a grófnak. II. Balduin ebbe a jeruzsálemi király hűbéreseként nem egyezhetett bele, s ezért Vazul örmény fejedelemhez fordult. Bernát antiókhiai pátriárka és Josselin de Courtenay mint turbesszeli uralkodó szintén az edesszai gróf pártját fogták: velük szemben a galileai herceg kénytelennek bizonyult meghátrálni és átadni az uralmat a jogos és törvényes uralkodónak. Az edesszai gróf nekifogott a hiányzó váltságdíj törlesztéséhez. A pénzt szállító karavánt azonban kifosztotta Ridván aleppói uralkodó, mire Dzsaválí emír haddal támadt rá. Aleppo ura Tankréd herceggel lépett szövetségre, az edesszai gróf és unokatestvére az emírnek segítettek. Mindkét fél seregében vegyesen szolgáltak keresztények és mozlimok egyaránt; a csatát a beduinok felvonultatásával az aleppói–antiókhiai fél nyerte meg. A győzelmet Tankréd herceg nem tudta kihasználni, II. Balduin gróf megszilárdította uralmát edesszai birtokán.

#### Antiókhia régense (1104–1112)
1104. szeptemberben a kétségbeesett I. Bohemund antiókhiai fejedelem magához hívatta Tankréd herceget. Az antiókhiai területet ekkor több oldalról is támadás fenyegette; a fejedelem egyaránt tartott a bizánci és a szaracén hadjáratoktól. Az uralkodó egy európai utazásban remélt megoldást találni: katonákat kívánt toborozni serege számára. A fejedelem unokaöccsére hagyta fejedelemsége kormányzását, ismét régensi posztra emelve. Tankréd herceg átvette Antiókhia vezetését; magát ettől fogva mint „Tancredus Dux Princeps Antiochenus” nevezve, ami arra utal, hogy címzetes hercegként továbbra is igényt tartott a galileai hercegi rangra. Minthogy a herceg egyszerre nem tudta volna ellátni antiókhiai és edesszai kötelességeit is; edesszai helyettesének unokatestvérét, Salernói Richárdot téve meg. Tankréd herceg továbbá ünnepélyesen esküt tett, hogy amint II. Balduin edesszai gróf kiszabadul, átengedi neki jogos uralmát. A régens meglehetősen kilátástalan helyzetben volt Antiókhiában: az államkincstár kimerült, nem volt elég katona és egyre inkább fenyegetett a bizánci térnyerés. A régens kölcsönt vett fel a város kereskedőitől, a pénzen zsoldosokat fogadott és megszerezte magának a nélkülözhető edesszai és turbesszeli lovagokat. 1105-ben Arat ellen indított sikeres hadjáratot; a vesztes Ridván aleppói uralkodó a rendszeres adófizetés mellett az Orontész folyó völgyében lévő területeiről is lemondott a béke fejében. Az év végére a herceg birtokai ekképpen délen ismét Albaráig és Maarat an-Numánig húzódtak.
1106. februárban a helyi örmények kérésére Tankréd herceg megtámadta Apamea városát; csakhogy három heti ostrom után visszavonult arra hivatkozva, hogy a tizennyolc hónapja bizánci blokád alatt álló latakiaiak nagyobb segítségre szorulnak. Az egykori apameai uralkodó egyik fia néhány hónappal később megint arra kérte a régenst, vonuljon Apamea ellen. A szomszédos emírek ezúttal nem segítették meg a várost, ami így szeptember 14-én megadta magát. Ezáltal Tankréd hercegnek sikerült biztosítania országa keleti és déli határait. I. Bohemund antiókhiai fejedelem még mindig európai földön tartózkodott, éppen a francia királlyal tárgyalt: megszerezte feleségül unokaöccsének az egyik francia királyleányt, Cecília hercegnőt. A fejedelem később itáliai birtokáról szervezett egy hadjáratot a bizánci császár ellen. 1107. szeptemberben támadta meg a bizánciakat; emiatt a bizánci csapatokat átcsoportosították a szír határról. Ezt használta ki Tankréd herceg, aki 1108 legvégén megtámadta a kilikiai városokat: Mamisztra, Adana és Tarszosz hamarosan ismét frank kézre kerültek, miután I. Bohemund még 1104-ben elvesztette őket. A pisai hajóhadat felbérelve Tankréd herceg visszahódította Latakia kikötőjét, cserébe az itáliai városállam egy utcát kapott Antiókhiában és városnegyedet Latakiában. Késő ősszel a bizánci császár pártfogását élvezve behajózott Szent Simeon kikötőjébe Bertrand toulouse-i gróf, a néhai IV. Rajmund toulouse-i gróf gyermeke és örököse. Bertrand gróf felszólította az antiókhiai régenst, hogy adja oda neki a város ama részeit, melyeket egykoron édesapja birtokolt. Tankréd herceg a kilikiai hadjáratban való segítséget kérte cserébe, de ebbe a gróf a bizánci császárnak tett esküje miatt nem egyezhetett bele. Ekkor a herceg megparancsolta a toulouse-i grófnak, hogy hagyja el az országát; Bertrand gróf távozni kényszerült. 1109 kora nyarán bevette Dzsabalát, Bulunijász és Markabot. I. Bohemund antiókhiai fejedelem ezalatt kudarcot vallott Bizánc ellen: a fejedelem maga és régense nevében is behódolt a bizánci császárnak, majd megszégyenülten visszavonult itáliai otthonába. A Szentföldre soha nem tért vissza; itáliai földön halt meg. Utódja kiskorú fia lett, aki azonban csak nagykorúvá válásakor vette át örökségét. Az antiókhiai régensség így továbbra is Tankréd hercegé maradt. A herceg ekkor ért el hatalma csúcsára; még a bizánci császárral is dacolni mert, mikor az uralkodó követei a nagybátyja által kötött szerződést próbálták érvénybe léptetni.
1109. júniusban a jeruzsálemi uralkodó hívására Tankréd herceg hétszáz lovaggal segédkezett Tripolisz ostrománál, és ugyanitt a király kibékítette őt az edesszai gróffal. A herceg elismerte maga felett a király fennhatóságát, amiért az uralkodó azzal jutalmazta, hogy visszaadta neki galileai fejedelmi címét. 1110 elején az edesszai gróf és a tibériási herceg ismét egymást gyanúsította azzal, hogy titokban bátorítják és segítik Maudúd moszuli atabéget. Az atabég áprilisban ostrom alá vette Edesszát, s a király által vezetett felmentő seregek csak két hónap múlva érkeztek meg. A muszlimok a túlerőtől megrettenve visszavonultak Harranig; a király újfent megbékélésre kényszerítette a galileai fejedelmet és az edesszai grófot. Egyesítve seregeiket, a keresztény uralkodók együtt vették üldözőbe az atabéget. Döntő összecsapásra nem került sort; ugyanakkor a moszuli hadak elpusztították az Eufrátesz túlpartján fekvő keresztény területeket. Az edesszai gróf üldözőbe vette a szaracénokat, de az ellenség akkora létszámfölényben volt, hogy a grófra a teljes megsemmisülés várt volna, ha a király és az „igencsak vonakodó” Tankréd herceg nem siet a megmentésére.
Tankréd herceg 1109 második felében hadjáratra indult Ridván aleppói uralkodó ellen. Bevette Nakúra várát, ahonnan Atareb alá vonult. Az aleppói uralkodó megvesztegetéssel próbálkozott, csakhogy a fejedelem nagyon magas árat kért. A tárgyalásokat felfüggesztették, mikor az aleppói kincstartó ura vagyonának egy részével a keresztény táborba menekült. 1110. decemberben a városfalak súlyos megrongálódása után az atarebi vezetőség feladta a várost. Ridván aleppói uralkodó újfent békét kért, amire a tibériási herceg húszezer dinárért és tíz arab ménért volt kapható. A fejedelem csapatai átvonultak Saizar erődjéhez, aminek uralkodója szintén megvásárolta a fegyverszünetet. 1111 tavaszán, a fegyverszünet lejárta után Tankréd herceg erődöt építtetett a közeli dombon, mivel így ellenőrzése alá vonhatta a város kereskedelmét. Ezzel párhuzamosan a környező területek mozlim uralkodói közös fellépést szerveztek Tankréd herceg ellen. A herceg a jeruzsálemi királyhoz fordult: a királyi felszólításra mintegy tizenhatezer fős frank sereg gyűlt össze. A muszlim had nem vette fel a harcot az egyesült keresztesekkel, mivel a hadjárathoz csatlakozó mozlim uralkodók között belharcok dúltak és politikai villongásaikkal magukat gyengítették. A szaracén sereg ősszel visszavonult Moszulba.

### Halála és emlékezete

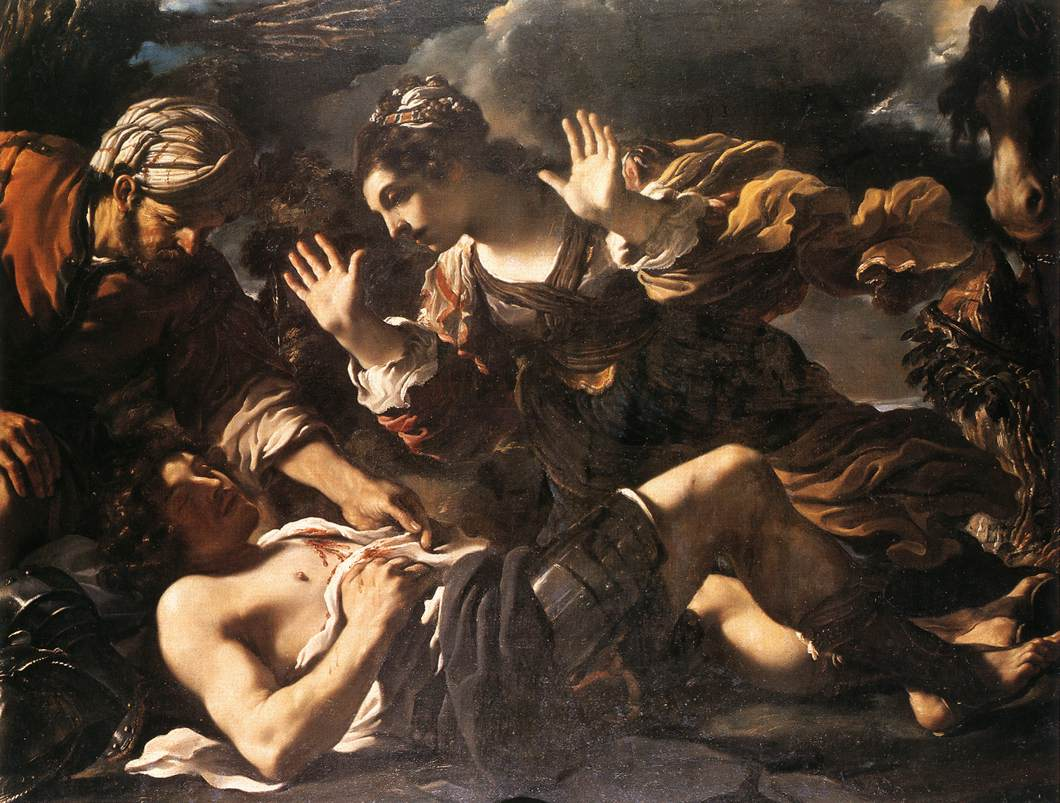
Tankréd galileai herceg és a Torquato Tasso által kitalált szerelme, Erminia antiókhiai hercegnő

1112. október 12-én elhunyt Vazul örmény fejedelem. Özvegye ajándékokkal igyekezett megnyerni a galileai fejedelmet, így biztosítandó örökbefogadott fia számára az örmény trónt. Tankréd herceg azonban magáénak vallotta az örökséget. Szövetségre lépett az új tripoliszi uralkodóval, Pons tripoliszi gróffal az örökség megszerzéséért. A hadjáratot fontolgató herceg azonban váratlanul megbetegedett. Egyes feltételezések szerint megmérgezték, valószínűbb azonban, hogy tífuszt kapott. Utódjaként az antiókhiai régensi posztra unokaöccsét, Salernói Rogert nevezte meg azzal a kikötéssel, hogy köteles átadni a trónt II. Bohemund antiochiai fejedelemnek, mikor nagykorúvá érik.
Halálos ágyán a herceg megkérte Pons tripoliszi grófot, hogy vegye el szinte még gyermek feleségét, Cecília francia hercegnőt. Tankréd galileai és tibériási herceg 1112. december 12-én hunyt el. Az antiókhiai Szent Péter-székesegyházban temették el; a krónikások leírásai szerint „alig akadt, aki őszintén gyászolta”. Életműve ugyanakkor számos költőt, írót megihletett. Radulfus Cadomensis keresztes lovag, aki a herceg seregében szolgált, latin nyelvű életrajzot írt a normann lovagról. Alakja hősi szerepben tűnik fel Torquato Tasso Megszabadított Jeruzsálem című munkájában. Az itáliai költő Clorinda személyében kitalált szerelmet teremtett a lovagnak, míg a szintén képzelet szülte Erminia antiókhiai hercegnő reménytelen szerelmet táplált Tankréd herceg iránt. A szerelmi háromszög ihlette Claudio Monteverdit az Il combattimento di Tancredi e Clorinda megkomponálására. 1759-ben Voltaire szerzett egy színművet Tancrède címen, amit azután Gioachino Rossini zenésített meg, és készített belőle operát. Az ember tragédiája hetedik, konstantinápolyi színében Ádám mint Tankréd lovag érkezik meg Konstantinápolyba.